# 太田達
太田 達（おおた とおる、1957年1月20日 - ）は、「有職菓子御調進所老松」の主人で株式会社老松代表取締役。有斐斎弘道館理事、茶人（茶名：太田宗達）、工学博士。専門は食文化、宴会論、伝統産業論、菓子文化研究。
京都市生まれ。京都市立紫野高校卒。島根大学農学部卒。京都工芸繊維大学にて「茶道点前の動作解析」で博士号を取得。京都女子大学、池坊短期大学、同志社大学、京都精華大学などで教鞭をとる。現在、立命館大学食マネジメント学部教授。
江戸時代の学問所「弘道館」址の有斐斎弘道館にて主に茶道を通した人間育成に携わる。
令和２－３年度文化庁文化交流使。　

## 著書
- 茶道学体系巻4 懐石と菓子 淡交社 1999[5]
- 源氏物語と菓子 剛出版
- 菓子の茶事を楽しむ 淡交社 2002[6]
- DVDで手ほどき 茶道のきほん 「美しい作法」と「茶の湯」の楽しみ方 (コツがわかる本!)  メイツ出版 2014[7]
- 平成のちゃかぽん[8] 淡交社 2017
- 京の花街 ひと・わざ・まち 日本評論社 2009
- 総合調理用語事典 全国調理師養成施設協会 2014

## テレビ出演
- テレビ東京「愛の貧乏脱出大作戦」（1999,2002）和菓子の達人として登場。特に1回目の出演でどら焼きを指導した福岡県の和菓子屋は、2010年10月放送の特番においても営業継続中の店舗として紹介された。
- NHK「課外授業 ようこそ先輩」(2005)
- NHK「日めくり万葉集」(2008)
- NHK「きょうの料理」(2012,2014)
- NHK「美の壺」
- NHK BSプレミアム「京都、希林の宴（うたげ）～とっておきの仕出し巡り～」[9]
- MBS「ザ・リーダー」(2016)[10]

## 雑誌
連載「一女一会」京都コロン
連載「日本宴会論」『薫風』
『婦人画報』2010年5月号特集「数寄者・太田 達さんが愉しむ 茶碗をめぐる冒険」